# Власова, Наталья Анатольевна
Наталья Анатольевна Власова (род. 7 октября 1956, Липецк) — юрист-криминолог, специалист по досудебному производству в уголовных делах; выпускница юридического факультета Воронежского государственного университета (1981), доктор юридических наук с диссертацией о проблемах совершенствования форм досудебного производства (2001); профессор и заведующая кафедрой уголовного права в Юридическом институте при МГИУ (2006); главный научный сотрудник в ВНИИ МВД РФ, заместитель начальника НИЛ-4 — начальника отдела; участвовала в подготовке 3 научно-практических комментариев к УПК РФ.

## Работы
Наталья Власова является автором и соавтором более 100 научных публикаций, включая более 16 монографий; она специализируется, в основном, на проблемах российского досудебного производства в уголовных делах:
- «Досудебная подготовка материалов в протокольной форме» (М., 1991);
- «Расследование преступлений в сфере экономики» (М., 1999);
- «Уголовный процесс». Курс лекций (М., 2000);
- «Досудебное производство в уголовном процессе» (М., 2000);
- «Правовые и теоретические основы стадии возбуждения уголовного дела» (М., 2001).
- Уголовно-процессуальное право Российской Федерации : учеб. пособие / Н. А. Власова. — М. : ЭКСМО, 2005 (Тул. тип.). — 287 с. — (Полный курс за 3 дня).; ISBN 5-699-13585-5.
- Уголовно-процессуальное право : учебное пособие / Н. А. Власова ; Федеральное агентство по образованию, Московский гос. индустриальный ун-т. — 2-е изд., стер. — Москва : МГИУ, 2008. — 157 с. ISBN 978-5-2760-1413-5.